# Ráquira
Ráquira – miasto w Kolumbii, w departamencie Boyacá.